# Geococcus citrinus
Geococcus citrinus är en insektsart som beskrevs av Kuwana 1923. Geococcus citrinus ingår i släktet Geococcus och familjen ullsköldlöss. Inga underarter finns listade i Catalogue of Life.